# (9980) 1995 BQ3
(9980) 1995 BQ3 — астероїд головного поясу, відкритий 31 січня 1995 року.
Тіссеранів параметр щодо Юпітера — 3,349.